# Francisco Alayza y Paz Soldán
Francisco Alayza y Paz Soldán (*Lima, Perú, 21 de febrero de 1876 - † 1 de noviembre de 1946), fue un ingeniero y académico peruano. Fue ministro de Fomento y Obras Públicas en tres periodos: 1908-1909; 1913; y 1914-1915.

## Biografía
Nació en Chorrillos, Lima el 21 de febrero de 1873, como el cuarto hijo de Narciso Alayza y Rivero y Elena Paz Soldán y Unanue, nieta del prócer José Hipólito Unanue y Pavón. Hermano del escritor y diplomático Luis Alayza y Paz Soldán, y del jurista Toribio Alayza y Paz Soldán. Estudió en el Colegio Carolino y en el Colegio Peruano, para luego estudiar ingeniería civil y minera en la Escuela de Ingenieros, graduándose en 1894. 
Se casó con Ernestina Grundy Gaytán, con quien tuvo seis hijos: Elena Alayza Grundy, Francisco Alayza Grundy, el político Ernesto Alayza Grundy, Jorge Alayza Grundy, Luis Alayza Grundy y María Teresa Alayza Grundy.
Hizo investigaciones en los lavaderos de oro en Pataz y Carabaya y, después, en yacimientos de cobre en Moquegua. Fue Ministro de Fomento y Obras Públicas durante el primer gobierno de Augusto Leguía, preocupándose por incrementar las comunicaciones entre costa y selva. 
De 1908 a 1909 fue ministro de Fomento de Augusto B. Leguía, en 1909, fue nombrado director del Cuerpo de Ingenieros del Estado, pasando luego a ser prefecto del Departamento de Loreto de 1909 a 1912, donde coordinó con el Coronel Benavides la expulsión del destacamento colombiano que se había instalado en la margen derecha del Caquetá, entonces frontera entre Perú y Colombia, objetivo alcanzado tras la victoria de La Pedrera (julio 1912). Viajó a Europa y a su regreso ocupó nuevamente el Ministerio de Fomento durante el gobierno de Óscar R. Benavides, entre 1914 y 1915. Fue director de la Escuela de Artes y Oficios de 1915 a 1929, siendo además profesor de la Escuela de Ingenieros.

## Obras
- Informe sobre la provincia litoral de Moquegua y el departamento de Tacna, 1903.
- El problema del indio en el Perú, 1928.
- La educación: sus tendencias y progresos, métodos y programas, 1929.
- Estudio técnico de las salinas del Perú.
- Hidráulica.
- Proyecto de reforma de la educación secundaria.
- Temblores y terremotos.